# Baguette magique
Pour les articles homonymes, voir Baguette.

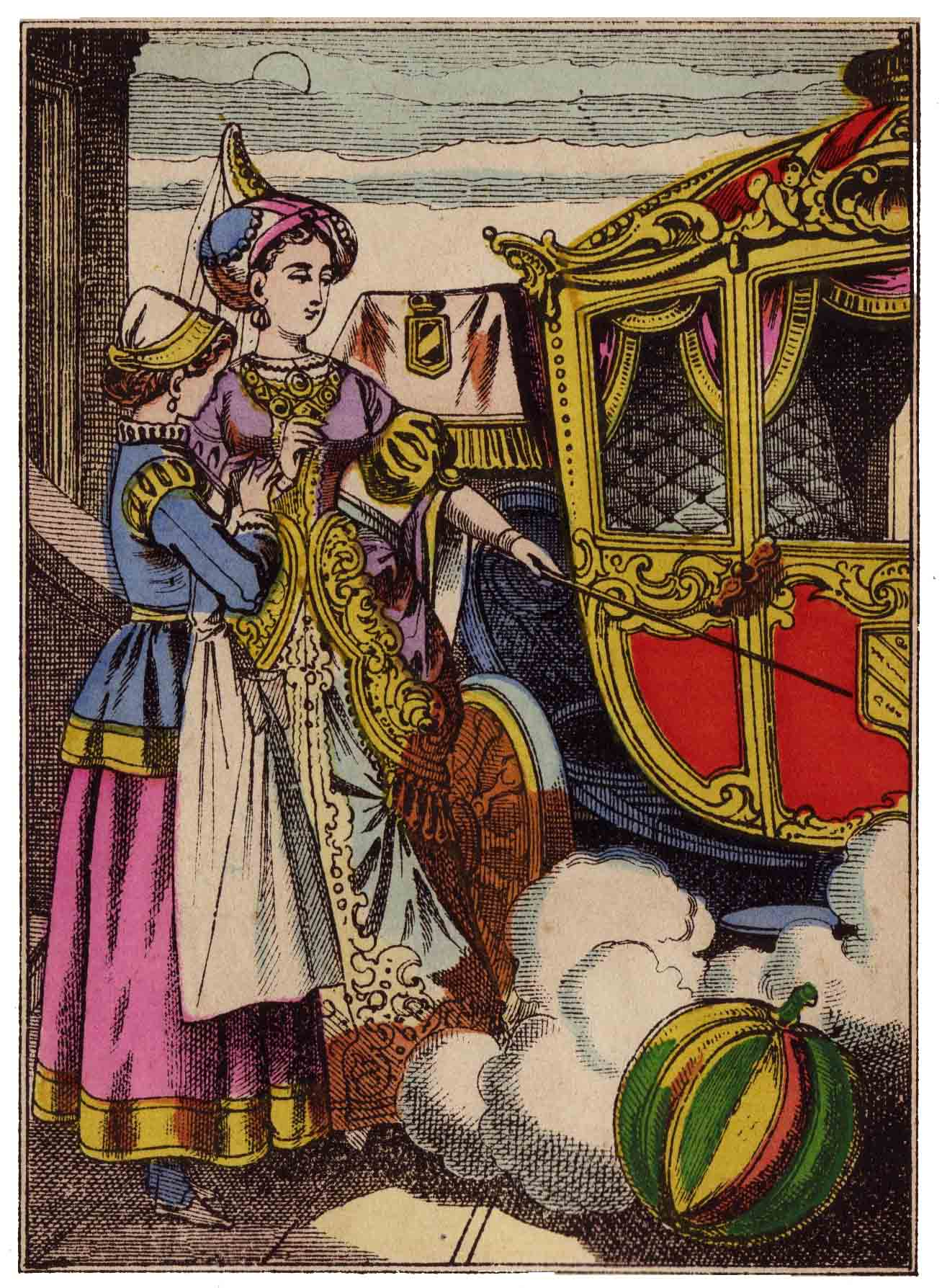
Image d'Épinal de la fée marraine de Cendrillon changeant une citrouille en carrosse grâce à sa baguette.

Le phénomène des champignons bioluminescents aurait pu inspirer les baguettes magiques luminescentes.

La baguette magique, parfois appelée baguette de fée, baguette des fées ou simplement baguette, est un objet de pouvoir utilisé par les initiés ou mages de Lumière dans la tradition hermétique, et sorciers, sorcières, magiciennes, magiciens et fées pour transmettre de l'énergie, lancer des sortilèges, dans l'imagination populaire, les contes et la littérature. Selon Papus, il s'agit d'un « instrument formé de bois et de fer magnétique qu’on appelle le bâton ou baguette magique. Cette baguette n’a d’autre but que de condenser une grande quantité de fluide émané de l’opérateur ou des substances disposées par lui à cet effet, et de diriger la projection de ce fluide sur un point déterminé ».

## Tradition hermétique
Dans la magie opérative représentée par la tradition hermétique, la baguette magique représente volonté, pouvoir et force du mage en harmonie avec une, plusieurs ou la totalité des sphères de l'arbre de vie kabbalistique. La baguette représente le pouvoir du mage et a souvent une propriété spécifique à but bénéfique : chargée de l'énergie des éléments — feu, air, eau ou terre — de l'électromagnétisme universel, de vitalité, ou de toute qualité choisie par le mage.

## Tradition littéraire

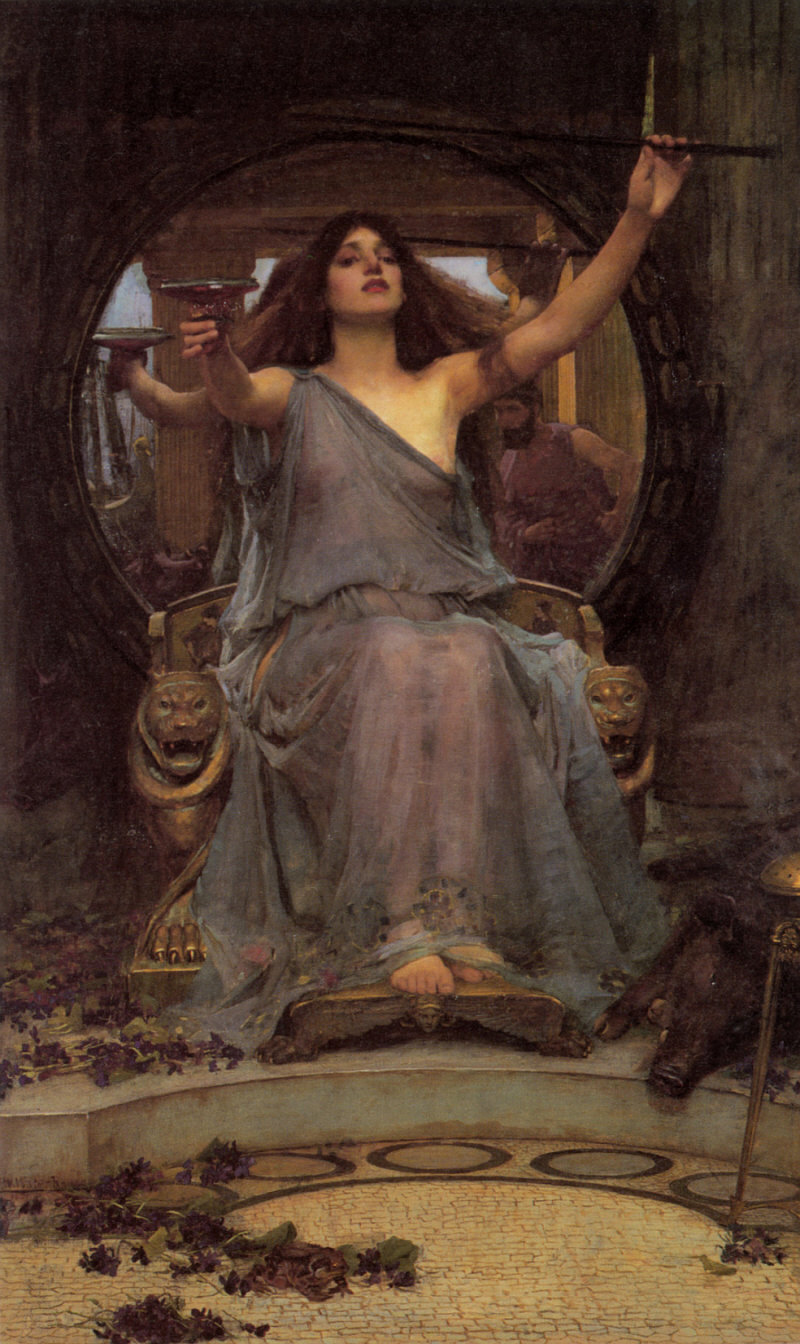
Circé offrant la coupe à Ulysse, par John William Waterhouse

L’Odyssée d'Homère raconte déjà que Circé faisait boire un breuvage aux personnes avant de les frapper de sa baguette pour les transformer en pourceaux. Ulysse, protégé par une herbe donnée par Hermès, échappe au sortilège. Dans les textes sacrés judéo-chrétiens, le bâton de Moïse lui permet également d'accomplir divers prodiges comme ouvrir les flots, faire jaillir l'eau d'un rocher ou transformer l'eau du Nil en sang.
L'instrument se retrouve dans les récits merveilleux du Moyen Âge, par exemple dans le Roman de Renart où Dieu donne à Adam et Ève une baguette qui, en frappant la mer, crée des animaux (d'où sortira le renard). Au XVIIe siècle, Charles Perrault en munit les fées marraines de Peau d'âne, Cendrillon et La Belle au bois dormant dans Les Contes de ma mère l'Oye, leur permettant la réalisation de divers prodiges.
La baguette magique devient l'accessoire indispensable des fées et des sorciers, l'objet qui canalise l'énergie magique et par lequel passe la magie. La Sorcière blanche de Narnia se sert d'une longue baguette dorée pour transformer les êtres vivants en statues dans Le Lion, la Sorcière blanche et l'Armoire magique. Dans Le Seigneur des anneaux, elle prend la forme d'un bâton porteur de lumière pour Gandalf (dont le nom signifie d'ailleurs Elfe au bâton en vieux norrois). Dans le cycle de Harry Potter, les sorciers et sorcières possèdent des facultés magiques qui leur sont propres qui se manifestent de manière instinctive en cas de danger ou d'émotion forte mais ce sont les baguettes qui permettent de canaliser leur magie et de jeter toutes sortes de sorts.

## Croyances populaires
En Roussillon, les sorcières étaient réputées utiliser le bois de l'aulne glutineux pour la fabrication de leurs baguettes magiques.

## Contes de Perrault
Charles Perrault limite l'usage de la baguette (qu'il ne qualifie à aucun moment de « magique ») à trois de ses contes. On la retrouve ainsi dans Peau d'âne où elle apparaît pour la première fois, dans La Belle au bois dormant et enfin dans Cendrillon. Dans les trois cas, la baguette est l’apanage de la  marraine fée, qui en use au bénéfice exclusif de sa filleule et protégée. Si elle ne modifie pas les êtres, elle contrevient aux lois fondamentales de la physique et de la biologie. 

### Peau d'Âne
La cassette de Peau d’Âne circule ainsi sous la terre et apparaît à la demande :
« Voici, poursuit-elle, une grande cassette
Où nous mettrons tous vos habits,
Votre miroir, votre toilette,
Je vous donne encore ma Baguette ;
La cassette suivra votre même chemin
Toujours sous la Terre cachée ;
Et lorsque vous voudrez l’ouvrir,
À peine mon bâton de la Terre aura touchée
Qu'aussitôt à vos yeux elle viendra s’offrir ».

### La Belle au bois dormant
La Belle au bois dormant plonge avec son entourage dans un sommeil de cent ans, alors qu’une végétation exubérante et protectrice pousse spontanément autour du château :
« Comme elle était grandement prévoyante, (la marraine) pensa que, quand la Princesse viendrait à se réveiller, elle serait bien embarrassée toute seule dans ce vieux Château : voici ce qu’elle fit. Elle toucha de sa baguette tout ce qui était dans le Château (…). Dès qu’elle les eut touchés, ils s’endormirent tous, pour ne se réveiller qu’en même temps que leur Maîtresse, afin d’être tout prêts à la servir quand elle en aurait besoin ».

### Cendrillon
Dans Cendrillon, la citrouille se change en carrosse, les animaux en serviteurs et les vieux habits en habits de draps d’or et d’argent chamarrés de pierreries, mais pour quelques heures uniquement, le temps de la conquête du prince pendant le bal.
« Cendrillon alla aussitôt cueillir la plus belle (citrouille) qu’elle put trouver, et la porta à sa Marraine, ne pouvant deviner comment une citrouille la pourrait faire aller au Bal. Sa Marraine la creusa, et n’ayant laissé que l’écorce, la frappa de sa baguette, et la citrouille fut aussitôt changée en un beau carrosse tout doré ».

## Usage auxXXesiècleetXXIesiècle

### Dans le monde des sorciers de J. K. Rowling

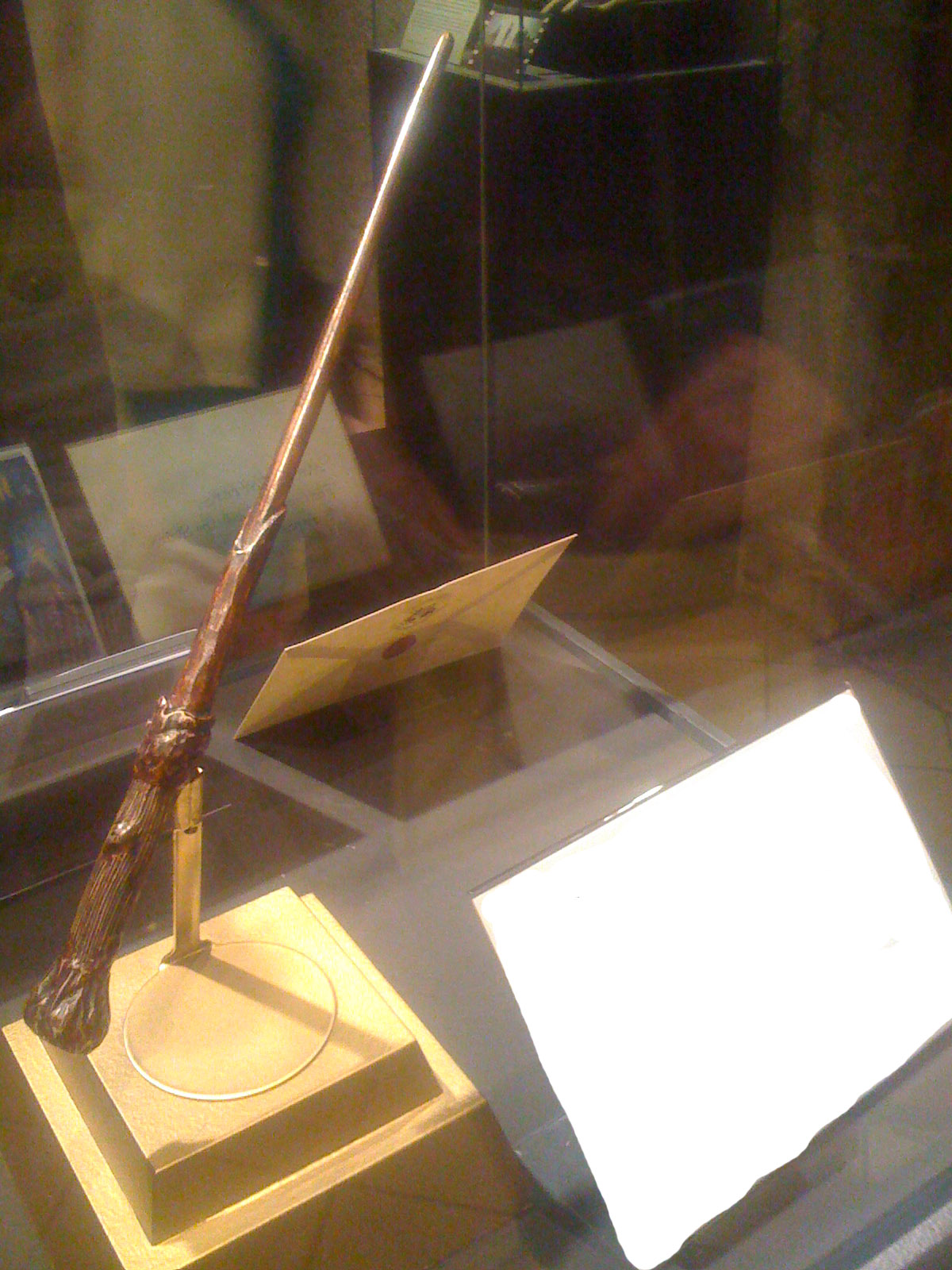
Original de la baguette principale utilisée par Harry Potter dans les films éponymes.

J. K. Rowling, auteure des séries Harry Potter (1997-2007) et Les Animaux fantastiques (depuis 2016), ne trouve aucune information au sujet de la conception des baguettes magiques à l'époque de l'écriture de ses premiers romans, et invente donc toutes les propriétés de ses baguettes, qui constituent les armes ou les outils essentiels de ses sorciers. Ces propriétés sont présentées notamment par le personnage de Garrick Ollivander dans Harry Potter à l’école des sorciers, lorsque Harry Potter fait ses premiers achats de fournitures magiques sur le chemin de Traverse.
Un lien peut être établi avec l'alphabet Ogham — auquel une lettre est associée à un arbre — concernant le choix de la composition des baguettes magiques des héros. Ainsi, l'auteure a attribué à Harry Potter une baguette en bois de houx. Le cœur des baguettes est généralement constitué d'éléments magiques très puissants. Par exemple, on sait que les baguettes provenant de la boutique de Mr Ollivander (au Royaume-Uni) sont toutes constituées de crins de licorne, de plumes de phénix ou de ventricule de cœur de dragon. Plus rarement, les baguettes peuvent être fabriquées en incorporant un élément magique personnel.
Les baguettes créées par Rowling n'ont pas toutes les mêmes spécialités ni les mêmes capacités. Dans l'histoire de Harry Potter, chaque baguette est unique, et c'est elle qui choisit son sorcier. Il peut arriver que certaines baguettes changent d'allégeance. La plus puissante baguette qui existe dans l'univers de Rowling est la baguette de sureau, qui fait partie des trois reliques de la Mort rendant immortel le sorcier qui les acquiert, mais qui fait également partie des baguettes susceptibles de changer fréquemment d'allégeance.

## Expression courante
Dans le langage courant, « d'un coup de baguette magique » signifie : « comme par enchantement » (ex : le travail ne se fera pas d'un coup de baguette magique). La cousine anglo-américaine du « coup de baguette magique » est la « balle en argent », elle aussi souveraine contre les retards.